# Polska Baza Genetyczna Ofiar Totalitaryzmów
Polska Baza Genetyczna Ofiar Totalitaryzmów (PBGOT) – projekt Pomorskiego Uniwersytetu Medycznego w Szczecinie powołany do życia na mocy porozumienia z Instytutem Pamięci Narodowej – Komisją Ścigania Zbrodni przeciwko Narodowi Polskiemu zawartego w Szczecinie 28 września 2012 r.
Polska Baza Genetyczna Ofiar Totalitaryzmów to pierwsza tego typu tak kompleksowa baza w Europie. Plany stworzenia podobnej istnieją w Federacji Rosyjskiej, w mniejszym stopniu zaangażowania także w Niemczech. To także unikatowe działania w skali świata. Stany Zjednoczone, Wielka Brytania i Australia prowadzą podobne bazy, ale w zakresie kryminalistyki.

## Cele PBGOT
Inicjatywa utworzenia PBGOT powstała po ekshumacjach przeprowadzonych na terenie kwatery „Ł” (tzw. „Łączka”), Cmentarza Wojskowego na Powązkach w Warszawie, gdzie w 2012 r. Rada Ochrony Pamięci, Walk i Męczeństwa oraz IPN-KŚZpNP rozpoczęły proces podniesienia szczątków ofiar, w celu potwierdzenia miejsca spoczynku więźniów rozstrzelanych z przyczyn politycznych w latach 1944-1956 w więzieniu przy ul. Rakowieckiej. Brak wszelkich elementów umożliwiających przywrócenie tożsamości za pomocą metod historycznych, archeologicznych lub antropologicznych zdeterminował wykorzystanie badań DNA. W tym celu, już w trakcie prac w 2012 r. rozpoczęto zbieranie materiał porównawczego od członków rodzin ofiar. Zaangażowanie pracowników Zakładu Medycyny Sądowej PUM w Szczecinie w identyfikację osobniczą ofiar II wojny światowej umożliwiło zgromadzenie ilości danych, które posłużyły identyfikacji ofiar terroru komunistycznego. Skutkiem ilości zgłoszeń rodzin ofiar konfliktów zbrojnych XX w., projekt PBGOT został rozszerzony o ofiary wojny polsko-bolszewickiej, agresji niemieckiej na Polskę we wrześniu 1939 r. i okupacji.
Głównym celem PBGOT jest stworzenie możliwie najobszerniejszej bazy danych DNA ofiar zbrodni konfliktów zbrojnych XX wieku oraz ich rodzin, dzięki której możliwa będzie skuteczniejsza identyfikacja odnalezionych już, jak i odnajdywanych sukcesywnie szczątków ludzkich.
Coraz częściej, ze względu na duży upływ czasu i znaczny, postępujący stopień degradacji szczątków, proste metody identyfikacji ofiar, na przykład na podstawie przedmiotów kultury materialnej i badań antropologicznych, są już niewystarczające i niezbędna stała się identyfikacja genetyczna ofiar. Rozwój naukowy i technologiczny pozwala na zastosowanie w identyfikacji osobniczej najnowszych metod genetyki sądowej.
Stworzenie bazy materiału porównawczego DNA ofiar i ich krewnych stało się zadaniem kluczowym. Baza pozwoli na prowadzenie badań w tym zakresie przez wiele kolejnych lat. Stworzenie bazy DNA jest jedyną szansą na właściwe pozyskanie materiału porównawczego i niemal zupełną eliminację ryzyka upływu czasu, który ma tu decydujące znaczenie.

## Działalność PBGOT
Identyfikacja genetyczna odbywa się na Pomorskim Uniwersytecie Medycznym w Szczecinie pod kierunkiem dr. hab. Andrzeja Ossowskiego, pełnomocnika rektora PUM ds. Polskiej Bazy Genetycznej Ofiar Totalitaryzmów. Dokonuje się porównania ustalonego profilu DNA z materiałem genetycznym najbliższych członków rodzin bądź z materiałem DNA pochodzącym z rzeczy osobistych ofiar. Stworzenie bazy materiału porównawczego DNA ofiar i ich krewnych staje się zatem zadaniem kluczowym. Baza pozwoli na prowadzenie badań w tym zakresie przez wiele kolejnych lat. Stworzenie bazy DNA jest jedyną szansą na właściwe pozyskanie materiału porównawczego i niemal zupełną eliminację skutków upływu czasu, który powoduje największe problemy w identyfikacji zwłok.

## Zespół PBGOT
We wrześniu 2014 zespół pracował w składzie:
Koordynatorzy
- dr hab. Andrzej Ossowski (koordynator PBGOT ze strony PUM)
- dr Marcin Stefaniak (koordynator PBGOT ze strony IPN)

Pozostali członkowie
- prof. Piotr Chomczyński (Molecular Research Center, USA)
- prof. Judith Heiny (Department of Molecular and Cellular Physiology, University of Cincinnati, USA)
- prof. Marek Jasiński (archeolog, Norwegian University of Science and Technology Trondheim, Norwegia)
- prof. Mirosław Parafiniuk (specjalista z zakresu patomorfologii i medycyny sądowej, antropog sądowy, PUM)
- dr Agniesza Bińczak-Kuleta (PUM)
- dr Tomasz Kupiec (Instytut Ekspertyz Sądowych w Krakowie)
- dr Jarosław Piątek (PUM)
- dr Iwona Teul-Świniarska (PUM)

- dr Grażyna Zielińska (PUM)
- Milena Bykowska (Instytut Historii Polskiej Akademii Nauk)
- Katarzyna Jałowińska (PUM)
- Natalia Kamasa (PUM)
- Marta Kuś (PUM)
- Natalia Szymczak (Zakład Antropologii i Promocji Zdrowia, AWF Warszawa)

## Wyniki prac
6 grudnia 2012 Rada Ochrony Pamięci Walk i Męczeństwa, Pomorski Uniwersytet Medyczny w Szczecinie i Instytut Pamięci Narodowej ogłosiły trzy pierwsze efekty badań: identyfikacje ofiar komunistycznych mordów z okresu 1944–1956: Edmunda Zbigniewa Bukowskiego ps. „Edmund”, Stanisława Łukasika ps. „Ryś” i Eugeniusza Smolińskiego.
20 lutego 2013 ROPWiM, PUM w Szczecinie i IPN ogłosiły personalia czterech kolejnych zidentyfikowanych ofiar: Stanisława Abramowskiego ps. „Bury”, Bolesława Budelewskiego ps. „Pług”, Stanisława Kasznicy ps. „Maszkowski” i Tadeusza Pelaka ps. „Junak”.
22 sierpnia 2013 ROPWiM, PUM w Szczecinie i IPN ogłosiły personalia dziewięciu kolejnych zidentyfikowanych ofiar: Władysława Borowca ps. „Żbik”, Henryka Borowy-Borowskiego ps. „Trzmiel”, mjr Hieronima Dekutowskiego ps. „Zapora”, Zygfryda Kulińskiego ps. „Albin”, Józefa Łukaszewicza ps. „Walek”, „Kruk”, mjr Zygmunta Szendzielarza ps. „Łupaszko”, Wacława Walickiego ps. „Druh Michał”, Ryszarda Widelskiego ps. „Irydion”, „Wiara”, Henryka Pawłowskiego ps. „Henryk Orłowski”, „Długi”.
28 lutego 2014 ROPWiM, PUM w Szczecinie i IPN ogłosiły personalia kolejnych dwunastu ofiar terroru komunistycznego. Zidentyfikowani to: Jan Czeredys, Adam Gajdek ps. „Agata”, „Antek”, „Olek”, Roman Groński ps. „Żbik”, Aleksander Adam Kita, Jerzy Miatkowski ps. „Zawada”, Stanisław Mieszkowski, Antoni Olechnowicz ps. „Krzysztof”, „Kurkowski”, „Lawicz”, „Pohorecki”, „Meteor”, Marian Orlik ps., Zbigniew Przybyszewski, Karol Rakoczy, Edmund Tudruj ps. „Mundek”, Arkadiusz Wasilewski ps. „Biały”.
Do 2017 roku zidentyfikowano 62, dotychczas bezimienne ofiary, z których większość to więźniowie skazani przez wojskowe sądy rejonowe w Polsce w latach 1944-1956 i rozstrzelani w więzieniu przy ul. Rakowieckiej w Warszawie.